# Stöchiometrische Matrix
Die stöchiometrische Matrix ist eine Matrix, welche die Stöchiometrie eines Reaktionsnetzwerkes in kompakter Form repräsentiert.
Sie wird meist mit {\displaystyle N} abgekürzt. In der Regel entsprechen die Spalten von {\displaystyle N} den Reaktionen des Systems während die Zeilen den chemischen Spezies entsprechen. Spezies einer Reaktion, welche in Summe konsumiert werden, erhalten einen Eintrag mit negativen Vorzeichen und Spezies, welche in Summe produziert werden, erhalten einen positiven Eintrag an der Position von {\displaystyle N}, welche der gegebenen Reaktion und Spezies entspricht. Die Änderung der Spezies nach der Zeit ist dann gegeben durch {\displaystyle {\text{d}}c/{\text{d}}t=Nv} wobei {\displaystyle v} den Vektor der Reaktionsraten (auch „Flussvektor“ genannt) repräsentiert. In einem stationären Zustand gilt demnach {\displaystyle Nv=\mathbf {0} }, d. h. das System befindet sich in einem Fließgleichgewicht.
Die stöchiometrische Matrix lässt Rückschlüsse auf die Reaktionsraten der stationären Zustände zu. Im stationären Zustand muss dann mindestens {\displaystyle v\in {\text{kern}}(N)} gelten, d. h. die Menge aller solcher {\displaystyle v} liegen im Nullraum von {\displaystyle N}. Diese Bedingung ist unabhängig von der Kinetik, welcher das gegebene chemische System zugrunde liegt.
Der Rang der stöchiometrischen Matrix gibt die Zahl  linear unabhängiger Reaktionen an.

## Beispiel
Die vier Reaktionen
{\displaystyle {\begin{array}{crcl}R_{1}:=&{\text{A}}&\rightarrow &{\text{B}},\\R_{2}:=&4{\text{C}}+2{\text{B}}&\rightarrow &5{\text{C}}+{\text{B}},\\R_{3}:=&{\text{C}}&\rightarrow &{\text{D}},\\R_{4}:=&{\text{D}}&\rightarrow &{\text{A}},\end{array}}}
lassen sich wie folgt als Matrix kodieren:
{\displaystyle N=\left[{\begin{array}{rrrr}-1&0&0&1\\1&-1&0&0\\0&1&-1&0\\0&0&1&-1\end{array}}\right],}
wobei die Spalten der Reihe nach den Reaktionen {\displaystyle R_{1},R_{2},R_{3},R_{4}} und die Zeilen den Spezies {\displaystyle {\text{A}},{\text{B}},{\text{C}},{\text{D}}} entsprechen. Reaktion {\displaystyle R_{1}} konsumiert eine Einheit von Spezies {\displaystyle {\text{A}}} und produziert eine Einheit von Spezies {\displaystyle {\text{B}}} (erste Spalte). Gleichfalls wird in Reaktion {\displaystyle R_{2}} netto eine Einheit von Spezies {\displaystyle {\text{C}}} produziert während netto eine Einheit von Spezies {\displaystyle {\text{B}}} konsumiert wird (zweite Spalte). Ist im Beispiel {\displaystyle v=[1,1,1,1]^{T}}, dann ergibt sich {\displaystyle Nv=\mathbf {0} } und das System befindet sich in einem stationären Zustand.
Wie man an diesem Beispiel sieht kann das originale chemische System nicht allein durch Kenntnis der stöchiometrischen Matrix rekonstruiert werden. Für Reaktion {\displaystyle R_{2}} existieren unendliche viele Möglichkeiten, welche die gleiche Spalte in {\displaystyle N} erzeugen:
{\displaystyle {\begin{array}{rcl}3{\text{C}}+{\text{B}}&\rightarrow &4{\text{C}},\\4{\text{C}}+2{\text{B}}&\rightarrow &5{\text{C}}+{\text{B}},\\5{\text{C}}+3{\text{B}}&\rightarrow &6{\text{C}}+2{\text{B}},\\&\vdots &\end{array}}}
Demnach enthält die stöchiometrische Matrix weniger Information als der ursprüngliche Satz an Reaktionen.

## Weitere Eigenschaften
Seien {\displaystyle \mathbb {P} :=\{x\in \mathbb {R} \ \vert \ x>0\}} die Menge aller reellen Zahlen größer Null und {\displaystyle {\overline {\mathbb {P} }}:=\mathbb {P} \cup \{0\}} die Menge aller reellen Zahlen größer oder gleich Null. Weiterhin sei {\displaystyle r} die Anzahl der Reaktionen im gegebenen chemischen System. Die folgenden Mengen an Vektoren {\displaystyle v} repräsentieren stationäre Zustände chemischer Systeme mit unterschiedlichen Randbedingungen:
- nur reversible Reaktionen, d. h. Reaktionen, welche in Vorwärts- und Rückwärtsrichtung ablaufen können: {\displaystyle {\text{ker}}(N)};
- nur irreversible Reaktionen, d. h. Reaktionen, welche nur in Vorwärtsrichtung ablaufen können: {\displaystyle {\text{ker}}(N)\cap {\overline {\mathbb {P} }}^{r}};
- eine Mischung aus reversiblen und irreversiblen Reaktionen: {\displaystyle \{v\in \mathbb {R} ^{r}{\text{ }}\vert {\text{ }}Nv=\mathbf {0} {\text{ and }}v_{i}\geq 0{\text{ }}\forall i\in Irr\}}, wobei {\displaystyle Irr} die Menge der Indices der irreversiblen Reaktionen bezeichnet.

## Anwendung
Die stöchiometrische Matrix ist ein zentrales Werkzeug der Systembiologie. Sie ermöglicht eine systematische Analyse der Flussvektoren von stationären Zuständen eines chemischen oder biologischen Systems. Im Allgemeinen ist hierbei der Größe des zu analysierenden Systems fast keine Grenze gesetzt, da ihre Verwendung nur Methoden aus der linearen Algebra erfordert. Methoden, welche auf die stöchiometrische Matrix zurückgreifen, sind z. B.: FBA (Flux Balance Analysis), FCA (Flux Coupling Analysis), FVA (Flux Variability Analysis), das Konzept der EFMs (Elementary Flux Modes) und ähnliche Methoden wie Extreme Currents und Extreme Pathways, DFBA (Dynamic FBA) und CRNT (Chemical Reaction Network Theory).